# Новопольськ
Новопо́льськ (рос. Новопольск) — присілок в Можгинському районі Удмуртії, Росія.
Стара назва — Новопольський.
Урбаноніми:
- вулиці — Лісова

## Населення
Населення — 3 особи (2010; 16 в 2002).
Національний склад станом на 2002 рік:
- удмурти — 69 %